# Richard Maunier
Pour les articles homonymes, voir Maunier.
Richard Maunier (né le 8 décembre 1977 à Fort-de-France) est un athlète français spécialiste du 400 mètres.
En 2005, lors des Championnats d'Europe en salle de Madrid, il remporte le titre du relais 4 × 400 m aux côtés de Rémi Wallard, Brice Panel et Marc Raquil, devançant finalement les équipes du Royaume-Uni et de Russie. Quatrième de l'édition suivante, à Birmingham en 2007, il participe aux Jeux olympiques de 2008 mais est éliminé dès les séries du 4 × 400 m.
Ses records personnels sur 400 m sont de 45 s 76 en extérieur (2004) et de 47 s 15 en salle (2010). 
Licencié au C.A. Montreuil, il est entraîné par François Pépin. Il mesure 1,95 m pour 87 kg.

## Palmarès
| Date | Compétition                    | Lieu       | Résultat | Discipline |
| ---- | ------------------------------ | ---------- | -------- | ---------- |
| 2005 | Championnats d'Europe en salle | Madrid     | 1er      | 4 × 400 m  |
| 2007 | Championnats d'Europe en salle | Birmingham | 4e       | 4 × 400 m  |